# Sylwia Bednarska
Sylwia Bednarska (ur. 23 lutego 1966 w Żywcu) – polska płotkarka, specjalizująca się w biegu na 100 m ppł, mistrzyni i reprezentantka Polski.

## Kariera sportowa
Była zawodniczką Victorii Racibórz i od sezonu letniego 1985 - Gwardii Warszawa.
Na mistrzostwach Polski seniorek na otwartym stadionie zdobyła pięć medali w biegu na 100 m ppł, w tym jeden złoty (1985), dwa srebrne (1988, 1990) i dwa brązowe (1987, 1989). W 1985 została także halową mistrzynią Polski seniorek w biegu na 60 m ppł.
Reprezentowała Polskę na mistrzostwach Europy juniorów w 1983, zajmując 6. miejsce w finale biegu na 100 m ppł oraz w finale A Pucharu Europy w 1985, zajmując w tej samej konkurencji 7. miejsce, z czasem 13,60.
Była rekordzistką Polski juniorek w biegu na 100 m ppł, wynikiem 13,26 (10.08.1985) - rekord ten poprawiła 20 lipca 2002 Agnieszka Frankowska, uzyskując rezultat 13,24, do 2016 pozostawała halową rekordzistą Polski juniorek w biegu na 60 m ppł, wynikiem 8,33 (17.02.1985), jej wynik o jedną setną sekundy poprawiła Klaudia Siciarz.
Rekordy życiowe: na 100 m ppł: 13,26 (10.08.1985), na 60 ppł w hali: 8,33 (17.02.1985).